# Староста, Ярослав
Ярослав Староста (чеш. Jaroslav Starosta; 21 апреля 1937, Прага — 2022) — чехословацкий гребец, выступавший за сборную Чехословакии по академической гребле в 1960-х годах. Обладатель серебряной и бронзовой медалей чемпионатов Европы, победитель и призёр первенств национального уровня, участник двух летних Олимпийских игр.

## Биография
Ярослав Староста родился 21 апреля 1937 года в Праге.
Впервые заявил о себе в академической гребле на международном уровне в сезоне 1960 года, когда вошёл в состав чехословацкой национальной сборной и благодаря череде удачных выступлений удостоился права защищать честь страны на летних Олимпийских играх в Риме. В зачёте четвёрок без рулевого совместно с партнёрами Йиндржихом Блажеком, Мирославом Йишкой и Рене Либалом с первого места преодолел предварительный квалификационный этап, тогда как в решающем финальном заезде финишировал четвёртым.
В 1963 году побывал на чемпионате Европы в Копенгагене, откуда привёз награду серебряного достоинства, выигранную в зачёте распашных рулевых четвёрок — в финале их обошёл только экипаж из Западной Германии.
Находясь в числе лидеров чехословацкой гребной команды, благополучно прошёл отбор на Олимпийские игры 1964 года в Токио. В составе экипажа-четвёрки, куда также вошли гребцы Карел Карафиат, Ян Штефан, Рене Либал и рулевой Арношт Поисл, занял третье место на предварительном квалификационном этапе, затем финишировал третьим в дополнительном отборочном заезде, тогда как в утешительном финале за 7-12 места чехословацкие гребцы не стартовали.
После токийской Олимпиады Староста ещё в течение некоторого времени оставался действующим спортсменом и продолжал принимать участие в крупнейших международных регатах. Так, в 1965 году он отметился выступлением на чемпионате Европы в Дуйсбурге, где стал бронзовым призёром в рулевых четвёрках, придя к финишу позади экипажей из Советского Союза и Западной Германии.